# Панкритская ассоциация Америки
Панкри́тская ассоциа́ция Аме́рики (англ. Pancretan Association of America, греч. Παγκρητική Ένωση Αμερικής) — этнический братский орден/ассоциация греков-критян США и Канады.

## История
В 1910—1920-х годах в США был основан ряд местных критских организаций, таких как «Омония» в Нью-Йорке (Нью-Йорк), «Аркади» в Питтсбурге (Пенсильвания) и «Эпименид» в Сан-Франциско (Калифорния). 7 апреля 1929 года эти группы собрались в Нью-Йорке для создания подготовительного комитета с целью учреждения всеобщей федерации критских клубов. 14 октября того же года в Чикаго (Иллинойс) состоялось собрание с участием представителей вышеупомянутых групп, а также Критского братства Чикаго, организаций «Минос» из Солт-Лейк-Сити (Юта), «Псилоритис» из Детройта (Мичиган), «Mutual Benefit» из Кливленда и «Минос» из Чикопи (Массачусетс). Делегатами была основана Панкритская ассоциация Америки. Выпускавшийся «Омонией» информационный бюллетень «KPHTH» был утверждён в качестве национального издания. В последующие годы в нескольких городах были созданы женские отделения ассоциации, к 2010 году некоторые из которых объединились с местными мужскими отделениями. По состоянию на 2015 год существует лишь 8 женских отделений. В 1948 году движение приступило к организации отделений критской молодёжи, но так как их создание носило неофициальный характер, то к концу 1950-х годов осталось только одно молодёжное отделение (в городе Нью-Йорк). В 1970 году начался второй период появления молодёжных отделений, а в 1971 году была официально учреждена Панкритская молодёжная ассоциация (англ. Pancretan Youth Association, сокр. PYA), которая по состоянию на 2015 год насчитывала 14 активных отделений.

## Структура
Официальная штаб-квартира Панкритской ассоциации Америки, которую возглавляет президент, находится в Астории (Куинс, Нью-Йорк), однако организация не имеет там ни одного постоянного помещения.
Национальное собрание проходит один раз в два года. В этот же период избираются должностные лица и совет директоров.
В июне 2015 года ассоциация насчитывала 3 100 членов в 78 местных отделениях, включая молодёжные и женские отделения в семи округах.
Члены всех отделений, из которых состоит Панкритская ассоциация Америки, по умолчанию являются её членами.
Членство в большинстве отделений открыто для «лиц с критской родословной и их супругов». Однако некоторые отделения позволяют «друзьям Крита», обычно с ограничением в 5 % от общего числа участников, становиться их полноправными членами, в то время как некоторые из этих отделений не позволяют таким членам занимать должность президента.

## Миссия
Своей главной миссией Панкритская ассоциация Америки ставит сохранение и поощрение критской культурной самобытности и ценностей, а также в меньшей степени современной греческой культуры в целом, среди своих членов в Америке. Для достижения этой цели разработаны и реализуются различные филантропические и образовательные программы. Организация осуществляет большую стипендиальную программу, ежегодно предоставляя тысячи долларов образовательным учреждениям, филантропическим организациям и программам на Крите и в США.